# 蹇來譽
蹇來譽（1518年—1596年），字子志，更字子修，號文塘，四川重慶衛官籍，明朝政治人物。

## 生平
嘉靖二十二年（1543年）由國子生中式癸卯科四川鄉試第三名舉人，嘉靖二十九年（1550年）庚戌科會試第四十七名，科第二甲第九十三名進士。初授兵部武选司主事，歷任职方司员外郎、陕西按察司佥事，以京察左遷蒲州同知，署临晋县。四十三年晋临清州知州，升南兵部车驾司员外郎，逾年晋广东佥事，备兵惠州，改官雲南按察司僉事，隆慶五年（1571年）致仕。年七十九卒。

## 家族
曾祖蹇應權，百戶；祖蹇洪；父蹇廷相；母姜氏。慈侍下，妻王氏，弟來朋；來碩；來連。